# لونغرو
لونغرو (بالإلبانية:Ungra) هي بلدة وكومونا في مقاطعة كزنسة في منطقة قلورية، جنوب إيطاليا.